# Tabore
Tabore är en ort i Lettland.   Den ligger i kommunen Daugavpils novads, i den sydöstra delen av landet, 200 km sydost om huvudstaden Riga. Tabore ligger 136 meter över havet och antalet invånare är 314.
Terrängen runt Tabore är platt. Runt Tabore är det glesbefolkat, med 11 invånare per kvadratkilometer. Närmaste större samhälle är Daugavpils, 7,5 km väster om Tabore. Omgivningarna runt Tabore är en mosaik av jordbruksmark och naturlig växtlighet.